# サイダ (アルジェリア)
サイダ（アラビア語: سعيدة、Saïda）は、アルジェリアの都市。サイダ県の県都に定められている。2004年当時の人口は約131,000人。
オランの南東約174km、テル・アトラス山脈の南麓に位置する。サイダ川右岸に位置し、周辺では小麦、オリーブ、ブドウなどが栽培される。

## 歴史
サイダはローマ人が建設した砦を起源とする。
フランスによるアルジェリアの植民地化に抵抗したアブド・アルカーディルはサイダに拠点を置き、1844年にフランス軍の攻撃を受けた際にアブド・アルカーディルは町を焼き払った。1854年にサイダはフランスの軍事拠点として再建され、後にフランス外人部隊の基地が置かれた。

## 産業
サイダはヒツジ、ヤギの商取引、革製品の製造、ミネラルウォーターの採取・販売で知られている。また、食品工業、セメント工業も発達している。

## 交通
サイダには鉄道が通り、町の北には空港が置かれている。線路には狭軌のレールが使われているが、標準軌への切り替えが予定されている。